# 北韓評論
《北韓評論》（英文：North Korean Review）是由美国底特律梅西大學北韓研究所聯合麥克法蘭公司出版的一份同行評審学术期刊，創刊於2005年，每年出版兩次，刊載有關北韓的論文、時評和案例研究，內容涉及北韓的文化、歷史、經濟、商業、宗教、政治、國際關係等各個方面。

## 外部連結
- 官方网站